# ناثانيل نايلز (سياسي)
ناثانيل نايلز هو محامي ومخترع وقاضي وسياسي أمريكي، ولد في 3 أبريل 1741 في كينغستون في الولايات المتحدة، وتوفي في 31 أكتوبر 1828 في فيرلي في الولايات المتحدة. نشط حزبياً في Anti-Administration party ‏. وقد انتخب List of speakers of the Vermont House of Representatives ‏ وانتخب عضو مجلس النواب الأمريكي ‏.